# Врх Светих Трех Краљев
Врх Светих Трех Краљев (словен. Vrh Svetih Treh Kraljev) је насељено место у општини Логатец, Средњесловенска регија, Словенија.

## Историја
До територијалне реорганизације у Словенији био је у саставу старе општине Логатец.

## Становништво
У попису становништва из 2011. године, Врх Светих Трех Краљев је имао 56 становника.
| Број становника према пописима | Број становника према пописима | Број становника према пописима |
| ------------------------------ | ------------------------------ | ------------------------------ |
| 1991                           | 2002                           | 2011                           |
| 46                             | 47                             | 56                             |

Напомена: Од 1952. до 1992. исказивано под именом Врх над Ровтами.

## Галерија
- врата на старој сеоској кући
- споменик мртвим словеначким домобранцима на крају Другог светског рата